# 圣乔治角灯塔
圣乔治角灯塔(英语：Cape St George Lighthouse)，是位于澳大利亚杰维斯湾领地的一座灯塔。位于杰维斯湾入口以南约3公里处。在1860年开始建造并且建成，1889年间停止使用。在1917年至1922年間，該塔以避免在白天給航行中的船隻造成混亂為由被毀。遗址被列入英联邦遗产名录。

## 历史
1856年，有人提出要在杰维斯湾附近建造一座灯塔。儘管在沒有向海事委員會協商的狀態下，仍然招標到了5000英鎊並開始建造。
建造该塔的争议在施工之前就已经开始，当时委员会收到了大量质疑该地点南北的可视角度及其拟建造位置和实际建造位置的信件和报告，事实证明两者相距五英里。
最后，当海事委员会检查建造场地时，他们报告说，米林顿和道森最初所绘制的地图存在“如此严重的误差，以至于无法确定地图上标记的任何一个要素是否存在”。他们还质疑从南北角度是否可以看到该灯塔。虽然这些事实确实存在，以及大多數委員會成員的反對，灯塔还是于1860年10月1日投入使用。
该灯塔的塔灯从杰维斯湾的北部观察不到，从南部亦几乎观察不到。海事委员会检查后发现，除了位置不准确之外，承包商还在预定地点以北 4公里处建造了另外的灯具，因为那里距采石场更近。
后来，新南威尔士州政府任命了一个特别委员会来调查灯塔的定位。他们发现先前在未经事先检查场地的情况下批准建设以及过于相信数据可疑的地图这两方面存在严重疏忽。他们随后在报告中表明“在建造这座灯塔的过程中犯下了错误——非常严重的错误，应该受到高度谴责。”
从1864年到1893年，新南威尔士州南海岸杰维斯湾附近有23艘船只失事。该灯塔最终于1899年被垂直角灯塔所取代，该位置经过评估后更适合建立灯塔。其塔灯被拆除，后来用于1904年建造的克鲁克黑文头灯塔。
新灯塔投入使用后，人们认为两座灯塔过于靠近会对白天（特别是在恶劣的天气下）的航行造成危险。於是该塔在1917年至1922年间被澳大利亚皇家海军用作打靶练习塔并摧毁。

## 遗产名录
2004年6月22日，灯塔遗址被列入英联邦遗产名录，其意义如下（原文和译文）：
|  | The Cape St George Lighthouse ruins, built in 1859, are significant for their association with the development and establishment of navigational aids along the Australian coastline. Its construction is associated with the 1856 Lighthouse Commission which created the first Inter-colonial Agreement on the provision of lights around Australia. The ruins of the lighthouse and associated buildings are significant as an integral part of Australia's maritime history, because of their original incorrect siting. The ruins, despite their short working life, are significant for providing important information in the interpretation and understanding of an important phase in Australia's history . The ruins, situated on a high clifftop, are significant for their aesthetic value. The fact that the lighthouse was incorrectly sited, the subsequent abandonment of the place and its reduction to a ruin add to its historical and landmark significance. The Lighthouse ruins are of historical significance as evidence of the settlement around it, which was the first on the Bherarerre Peninsula. （圣乔治角灯塔建于1859年，与澳大利亚海岸线航海设施的发展和建立有着重要的联系。它的建造与1856年海事委员会有关，该委员会制定了第一份关于在澳大利亚各地建造灯塔的协议。灯塔和相关建筑物的遗址相对于其最初的位置不准确，成为澳大利亚航海历史不可分割的一部分，具有重要意义。尽管该遗址的使用时间很短，但它对于为解释和理解澳大利亚历史上的一个重要阶段提供重要信息，具有重要意义。该遗址位于高崖上，具有重要的美学价值。事实上，灯塔的选址不正确，随后该地方被遗弃并沦为废墟，这增加了其历史和里程碑意义。灯塔遗址具有历史意义，是其周围存在定居点的证据，这是布拉雷尔半岛上的第一个定居点。） — Statement of significance, Commonwealth Heritage List. （—— 重要性声明，英联邦遗产名录。） |

1980年10月21日，该遗址亦被列入澳洲国家遗产登记册。

## 案件
灯塔的命运影响了灯塔工作人员及其家人。
1887年7月，助理灯塔看守人的女儿哈里特·帕克被首席看守人的女儿凯特·吉布森意外枪杀。随后进行的验尸表示，哈丽特“死于意外枪伤，凯特·吉布森不应受到责备，因为他们只是在嬉闹……”哈丽特·帕克的坟墓位于附近的格林帕奇露营区。令人难以置信的巧合是，同一年，1887年，另一位名叫凯特·吉布森的女子被发现喉咙从耳朵到耳朵都被割开。凯特的死亡当时被裁定为自杀，她被埋葬在位于Bustard Head的墓地。
1895年，灯塔首席看守人爱德华·贝利在灯塔以南3公里处钓鱼时溺水身亡，身后留下11个孩子。他在岩石上被海浪冲走（据信是被鲨鱼拖下水），他的儿子亚瑟接替了他并抚养他的兄弟姐妹。1899年垂直点灯塔启用时， 另一个同样叫亚瑟的儿子成为了该灯塔的首席看守人。

## 运营
该遗址由杰维斯湾原住民社区和环境、水利、遗产和艺术部管理，目前为波特里国家公园的一部分。

## 参观
公园管理局已对废墟进行了加固，防止其結構进一步腐烂。该遗址位于Stony Creek Road旁，这是一条砾石公园路，位于杰维斯湾村东南约 16公里处。附近提供停车场，游客可以进入遗址所在区域，但不能进入遗址本身。